# Мира (Коимбра)
Мира (порт.  Mira; ['miɾɐ]) — посёлок городского типа в Португалии, центр одноимённого муниципалитета в составе округа Коимбра. Находится в составе крупной городской агломерации Большая Коимбра. Численность населения — 7,8 тыс. жителей (посёлок), 13,1 тыс. жителей (муниципалитет). Посёлок и муниципалитет входит в экономико-статистический регион Центр и субрегион Байшу-Мондегу. По старому административному делению входил в провинцию Бейра-Литорал.
Покровителем посёлка считается Апостол Фома (порт. São Tomé).
Праздник посёлка — 25 июля.

## Расположение
Посёлок расположен в 35 км на северо-запад от адм. центра округа города Коимбра.
Муниципалитет граничит:
- на севере — муниципалитет Вагуш
- на юге — муниципалитет Кантаньеде
- на западе — Атлантический океан

## Население
| Население муниципалитета Мира (1801—2004) | Население муниципалитета Мира (1801—2004) | Население муниципалитета Мира (1801—2004) | Население муниципалитета Мира (1801—2004) | Население муниципалитета Мира (1801—2004) | Население муниципалитета Мира (1801—2004) | Население муниципалитета Мира (1801—2004) | Население муниципалитета Мира (1801—2004) | Население муниципалитета Мира (1801—2004) |
| ----------------------------------------- | ----------------------------------------- | ----------------------------------------- | ----------------------------------------- | ----------------------------------------- | ----------------------------------------- | ----------------------------------------- | ----------------------------------------- | ----------------------------------------- |
| 1801                                      | 1849                                      | 1900                                      | 1930                                      | 1960                                      | 1981                                      | 1991                                      | 2001                                      | 2004                                      |
| 4572                                      | 8964                                      | 8075                                      | 9671                                      | 13 384                                    | 13 299                                    | 13 257                                    | 12 872                                    | 13 144                                    |

## История
Поселок основан в 1442 году.

## Районы
В муниципалитет входят следующие районы:
1. Карапельюш
2. Мира
3. Прайа-де-Мира
4. Сейшу